# Plateros nigerrimus
Plateros nigerrimus är en skalbaggsart som beskrevs av Schaeffer 1908. Plateros nigerrimus ingår i släktet Plateros och familjen rödvingebaggar. Inga underarter finns listade i Catalogue of Life.